# Championnat des Maldives de football 2017
Navigation
Saison précédente Saison suivante
La saison 2017 du Championnat des Maldives de football est la soixante-sixième édition du championnat national aux Maldives. Le fonctionnement de la compétition est complètement modifié par rapport aux saisons précédentes et est à présent scindé en deux phases :
- lors de la première phase, les équipes de Malé et celles des autres atolls disputent une compétition régionale afin de déterminer huit clubs qualifiés : quatre de Malé et quatre des autres régions des Maldives
- lors de la phase nationale, les huit qualifiés sont regroupés au sein d'une poule unique où ils s'affrontent en matchs aller et retour.

C’est le club de New Radiant, qui est sacré cette saison après avoir terminé en tête du classement final, avec sept points d’avance sur le TC Sports Club et douze sur le tenant du titre, Maziya SRC. Il s'agit du douzième titre de champion des Maldives de l'histoire du club.

## Compétition
Le barème de points servant à établir le classement se décompose ainsi :
- Victoire : 3 points
- Match nul : 1 point
- Défaite : 0 point

### Qualifications régionales
| Rang | Équipe            | Pts | J  | G | N | P  | Bp | Bc | Diff |
| ---- | ----------------- | --- | -- | - | - | -- | -- | -- | ---- |
| 1    | Maziya SRC        | 27  | 14 | 8 | 3 | 3  | 18 | 8  | +10  |
| 2    | Club Green Street | 27  | 14 | 8 | 3 | 3  | 20 | 11 | +9   |
| 3    | New Radiant       | 27  | 14 | 8 | 3 | 3  | 22 | 15 | +7   |
| 4    | TC Sports Club    | 22  | 14 | 6 | 4 | 4  | 30 | 19 | +11  |
| 5    | Club Eagles       | 22  | 14 | 6 | 4 | 4  | 14 | 7  | +7   |
| 6    | Victory SC        | 22  | 14 | 6 | 4 | 4  | 19 | 18 | +1   |
| 7    | Club Valencia     | 6   | 14 | 1 | 3 | 10 | 7  | 26 | -19  |
| 8    | United Victory    | 3   | 14 | 1 | 0 | 13 | 4  | 30 | -26  |

| Rang | Équipe            | Pts | J | G | N | P | Bp | Bc | Diff |
| ---- | ----------------- | --- | - | - | - | - | -- | -- | ---- |
| 1    | SH Milandhoo      | 4   | 3 | 1 | 1 | 1 | 6  | 5  | +1   |
| 2    | AA Maalhos        | 4   | 3 | 1 | 1 | 1 | 4  | 3  | +1   |
| 3    | B. Eydhafushi     | 4   | 3 | 1 | 1 | 1 | 4  | 6  | -2   |
| 4    | HDH Lulhuduffushi | 3   | 3 | 0 | 3 | 0 | 2  | 2  | 0    |

| Rang | Équipe          | Pts | J | G | N | P | Bp | Bc | Diff |
| ---- | --------------- | --- | - | - | - | - | -- | -- | ---- |
| 1    | DH Kudahuvadhoo | 7   | 3 | 2 | 1 | 0 | 4  | 2  | +2   |
| 2    | GDH Thinadhoo   | 5   | 3 | 1 | 2 | 0 | 5  | 3  | +2   |
| 3    | TH Thimarafushi | 2   | 3 | 0 | 2 | 1 | 3  | 4  | -1   |
| 4    | S. Feydhoo      | 1   | 3 | 0 | 1 | 2 | 2  | 5  | -3   |

### Phase finale
| Rang | Équipe             | Pts | J  | G  | N | P  | Bp | Bc | Diff |
| ---- | ------------------ | --- | -- | -- | - | -- | -- | -- | ---- |
| 1    | New RadiantC       | 39  | 14 | 13 | 0 | 1  | 44 | 9  | +35  |
| 2    | TC Sports Club     | 32  | 14 | 10 | 2 | 2  | 31 | 14 | +17  |
| 3    | Maziya SRCT        | 27  | 14 | 8  | 3 | 3  | 30 | 10 | +20  |
| 4    | GDH Thinadoo       | 18  | 14 | 5  | 3 | 6  | 23 | 18 | +5   |
| 5    | Club Green Streets | 16  | 14 | 5  | 1 | 8  | 15 | 28 | -13  |
| 6    | SH Milandhoo       | 14  | 14 | 3  | 5 | 6  | 18 | 26 | -8   |
| 7    | AA Maalhos         | 9   | 14 | 2  | 3 | 9  | 18 | 40 | -22  |
| 8    | DH Kudahuvadhoo    | 3   | 14 | 0  | 3 | 11 | 6  | 40 | -34  |

|  | Qualification pour la Coupe de l'AFC 2018                  |
|  | T : Tenant du titre C : Vainqueur de la Coupe des Maldives |

## Bilan de la saison
| Championnat des Maldives de football 2017 |                         |
| Champion                                  | New Radiant (12e titre) |
| Coupes et trophées                        |                         |
| Vainqueur de la Coupe des Maldives 2017   | New Radiant             |
| Qualifications continentales              |                         |
| Coupe de l'AFC 2018                       | New Radiant             |
| Coupe de l'AFC 2018                       | TC Sports Club          |
| Promotions et relégations                 |                         |
| Promus en Dhivehi League                  | Aucun                   |
| Relégués                                  | Aucun                   |